# Slow West
Slow West és una pel·lícula western crepuscular del 2015 escrita i dirigida per John Maclean al seu debut a la direcció. És protagonitzada per Kodi Smit-McPhee com un jove escocès que busca el seu amor perdut a l'Oest americà, acompanyat d'un caçarecompenses interpretat per Michael Fassbender. Es va estrenar al Festival de Cinema de Sundance el 24 de gener de 2015, on va ser guardonat amb el Premi del Jurat de Cinema Mundial del Sundance Institute: Vencedor dramàtic.
La pel·lícula es va estrenar per primera vegada el 15 de maig de 2015 als Estats Units, amb un llançament simultània a vídeo a la carta.

## Argument
Jay Cavendish, un jove escocès, viatja a l'Oest americà per buscar el seu amor, Rose Ross. Es troba amb un grup d'homes que persegueixen un nadiu americà. Un caçarecompenses irlandès, Silas Selleck, arriba i mata el líder a trets. Jay empra el caçarecompenses per protegir-se.
En un lloc comercial, desconegut per a Jay, Silas veu un cartell de recerca que ofereix una recompensa de 2.000 dòlars per Rose i el seu pare. Té previst utilitzar en Jay per arribar a la recompensa. Un altre caçador de recompenses, Víctor el Falcó, també es fixa en el cartell. A l'interior, una parella sueca intenta un robatori que provoca la mort del propietari i del marit. Jay intervé i dispara a la seva dona. Silas i Jay reuneixen provisions i se'n van, abandonant els fills de la parella fora.
En el passat, la Rose és conscient de l'afecte d'en Jay a Escòcia, però només es preocupa per ell com a "germà petit". L'oncle de Jay, Lord Cavendish, mor accidentalment en una discussió amb John Ross, el pare de Rose. La Rose i el seu pare marxen cap a Amèrica després de posar preu al seu cap.
En el present, Jay abandona Silas i continua sol, pensant que és un "brut". Coneix un escriptor itinerant, Werner, que s'ofereix a acompanyar en Jay. Quan en Jay es desperta l'endemà al matí, en Werner ha marxat, robant-li el cavall i l'equip. Silas troba en Jay i li torna el cavall i les seves pertinences, dient que va topar amb Werner mentre buscava en Jay.
La parella coneix a Payne, el líder de l'antiga colla de Silas, que ha acollit els nens suecs. Payne dóna a Silas i en Jay una absenta en un intent fallit de recollir informació sobre la Rose i el parador del seu pare. Mentre dormen, Silas i Jay comparteixen el somni de Silas i Rose vivint junts amb un nen. Es desperten i descobreixen que Payne els ha robat les armes. Silas revela la recompensa a Jay. Esquiven la banda de Payne en un bosc, on Jay és ferit pels nadius americans.
La Rose i el seu pare viuen en una praderia propera, protegida per un nadiu americà anomenat Kotori. Víctor, disfressat de sacerdot, els rastreja i mata el pare de la Rose. Després d'arribar a la praderia, Silas lliga en Jay a un arbre per evitar-lo. Silas corre a la casa per avisar a Rose de la banda de Payne, però és ferit per Victor. Payne i els seus homes assassinen en Victor i assalten la casa.
Jay s'allibera i corre cap a casa. Després que Kotori i la majoria de la banda de Payne siguin assassinats, Rose s'adona que ha disparat a Jay en la confusió. Mentre ella el consola, Payne entra a la casa i Jay li dispara. Quan ell mor, Silas li diu a Rose que en Jay l'estimava "amb tot el seu cor". Silas es queda amb la Rose i els nens suecs.

## Repartiment
- Kodi Smit-McPhee com a Jay Cavendish[4]
- Michael Fassbender com a Silas Selleck[4]
- Ben Mendelsohn com a Payne[4]
- Caren Pistorius com a Rose Ross[5]
- Rory McCann com a John Ross[2]
- Edwin Wright com a Víctor el Falcó
- Michael Whalley com The Kid
- Andrew Robertt com a Werner[2]
- Madeleine Sami com a Marimacho
- Brian Sergent com a Peyote Joe
- Bryan Michael Mills com el joglar
- Kalani Queypo com a Kotori

## Producció
El 19 de setembre de 2013, es va anunciar que Michael Fassbender, Kodi Smit-McPhee i Ben Mendelsohn s'havien unit al repartiment de Slow West, produït per Film4 Productions.
La fotografia principal va començar el 21 d'octubre de 2013 a Nova Zelanda, que va substituir l'escenari de Colorado de la pel·lícula. Els flashbacks ambientats a les Terres Altes d'Escòcia es van filmar a Wester Ross. Maclean, que és escocès, "va pensar que les escenes a Escòcia s'havien de rodar allà" i no a Nova Zelanda.

## Recepció
La pel·lícula va rebre elogis de la crítica quan es va estrenar a Sundance. Al lloc web de l'agregador de ressenyes Rotten Tomatoes, el 92% de les crítiques de 138 crítiques són positives, amb una valoració mitjana de 7,5/10. El consens del lloc web diu: "Slow West serveix com a targeta de presentació impressionant per al director i escriptor per primera vegada John M. Maclean, i ofereix una delicia inventiva per als fans del western". A Metacritic, la pel·lícula té una puntuació de 73 de 100, basat en 27 ressenyes, que indica "crítiques generalment favorables".
Rodrigo Pérez d’The Playlist a la seva ressenya va dir: "Bullint a foc lent, Slow West sap com posar el voltatge a gran velocitat." Bilge Ebiri de la revista New York va donar a la pel·lícula una crítica positiva i va dir que és "un relat de coming-of-age absurd i malenconiós que salta d'una comèdia estranya a una violència sorprenent a una reflexió emotiva". Michelle Orange de SBS va donar a la pel·lícula quatre estrelles de cinc i va dir que "Slow West es defineix per un una mena d'ambivalència amorosa: sobre el seu heroi, el seu gènere i potser sobretot sobre un paisatge tan dur i tan bell que gairebé fa esperar a un home per morir."
Va participar al XLVIII Festival Internacional de Cinema Fantàstic de Catalunya, on va rebre el premi al millor director al Premi Òrbita Fantàstic.